# Tachydromia incompleta
Tachydromia incompleta är en tvåvingeart som först beskrevs av Becker 1900.  Tachydromia incompleta ingår i släktet Tachydromia och familjen puckeldansflugor. Arten är reproducerande i Sverige. Inga underarter finns listade i Catalogue of Life.